# Putativnotwehr
Putativnotwehr (von lateinisch putare, „glauben, meinen“) ist ein Rechtsbegriff aus der allgemeinen Strafrechtslehre. Er bezeichnet eine Situation, in der der Täter irrtümlich davon ausgeht, dass die für die Notwehr erforderlichen Voraussetzungen (Notwehrlage) vorliegen. Putativnotwehr ist gegeben, wenn der Täter von einem rechtswidrigen gegenwärtigen Angriff auf sich ausgeht und sich gegen diesen vermeintlichen Angriff zur Wehr setzt.
Beispiel: Ein Jäger denkt, dass eine Person mit einem Gewehr auf ihn ziele. Tatsächlich zeigt sie nur zufällig mit einem Stock auf den vermeintlich Angegriffenen. Da der vermeintlich Angegriffene glaubt, sich in einer Notwehrlage zu befinden, schießt er auf den vermeintlichen Angreifer und verletzt diesen schwer.

## Deutschland
Im obigen Beispiel erfüllt der Jäger den objektiven Straftatbestand der gefährlichen Körperverletzung gemäß § 224 Abs. 1 Nr. 2 Alt. 1 StGB. Eine Rechtfertigung der Tat durch Notwehr (§ 32 StGB) scheidet mangels Angriffs auf den Jäger aus. Der abwehrende Jäger konnte dies jedoch im Moment des Erwehrens nicht erkennen und handelte im Glauben an das Vorliegen einer nicht anders abwendbaren Gefahr für sein Leben. Er glaubt, dass ihm ein Notwehrrecht zur Seite stünde, tatsächlich liegt aber eine Putativnotwehrlage vor.
Die Putativnotwehr stellt einen Unterfall des Erlaubnistatbestandsirrtums dar, dessen Behandlung in der Strafrechtslehre strittig ist. Die vorherrschende Meinung und ebenso die Rechtsprechung, die der eingeschränkten Schuldtheorie folgen, wenden § 16 Abs. 1 StGB analog an, weil es am Tatvorsatz fehle. Die reine Schuldtheorie dagegen lässt den Vorsatzschuldvorwurf entfallen, was zum gleichen Ergebnis führt. Die im Schrifttum ebenfalls vertretene strenge Schuldtheorie wendet § 17 StGB an und stellt auf die Vermeidbarkeit der Fehlreaktion ab.     
Irrt der Täter hingegen über die rechtlichen Grenzen des Notwehrrechtes, also über seine Notwehrhandlung, so liegt bei ihm ein Erlaubnisirrtum vor. Verteidigt der Täter sich in einer Putativnotwehrlage aus Verwirrung, Furcht oder Schrecken mehr als erlaubt, so spricht man von einem Putativnotwehrexzess.
Beispiele für Entscheidungen auf der Grundlage putativer Notwehr sind das umstrittene Urteil zur Tötung Benno Ohnesorgs durch den Berliner Polizisten Karl-Heinz Kurras sowie der Freispruch eines Hells-Angels-Mitglieds vom Vorwurf des Totschlags eines Polizisten durch den Bundesgerichtshof. Der Polizist wurde im Rahmen eines SEK-Einsatzes in Rheinland-Pfalz durch eine Milchglastür hindurch in der Wohnung des Schützen erschossen. Die Polizei hatte die Wohnung auf Grundlage eines Durchsuchungsbeschlusses gestürmt, ohne sich zu erkennen zu geben. Der Schütze gab glaubhaft an, von einem Überfall feindlicher Bandidos ausgegangen zu sein und um Leben und Gesundheit gefürchtet zu haben.

## Schweiz
In der Schweiz gilt die Putativnotwehr gemäß Art. 13 StGB als Sachverhaltsirrtum, eine spezielle Form der Notwehr. Der Betroffene geht von einer Notwehrlage aus – obwohl er in Tat und Wahrheit gar nicht angegriffen wird.
Im Mai 2021 hat das Bundesgericht die Putationsnotwehr bei psychischen Problemen im Fall des sogenannten Schaffhauser Kettensäge-Angreifers konkretisiert.